# 君を真実に愛せなくては他の何も続けられない
「君を真実に愛せなくては他の何も続けられない」（きみをマジにあいせなくてはほかのなにもつづけられない）は、1997年3月26日に発売されたTEA FOR THREEのシングルである。

## 収録曲
1. 君を真実に愛せなくては他の何も続けられない
  - 作詞:沢田研二、作曲:森本太郎、編曲:森本太郎
2. あなたが見える
  - 作詞:岸部一徳、作曲:森本太郎、編曲:森本太郎
3. 君を真実に愛せなくて他の何も続けられない（オリジナル・カラオケ）
4. あなたが見える（オリジナル・カラオケ）

## TEA FOR THREE
TEA FOR THREE（ティー・フォー・スリー）は日本の音楽ユニット。1997年にザ・タイガースのメンバーである沢田研二、岸部一徳、森本太郎の3人で結成された。現在活動休止中。

### 概要
TEA FOR THREEはザ・タイガースのメンバーだった森本太郎（ギター＆コーラス）、沢田研二（ボーカル）、岸部一徳（ベース＆コーラス）が結成したユニット。ユニット名はスタンダードジャズの曲「TEA FOR TWO（2人でお茶を）」のパロディ。
ユニット結成はプロデューサーなどで活動していた森本が、NHK「みんなのうた」の楽曲（c/w『あなたが見える』）を依頼されたことに由来する。その際「歌を沢田さんで」という制作サイドの要望があり、岸部を交えて結成された。
同ユニットはこの後、『愛にしよう』、『僕の空』という楽曲を残しアルバム制作も予定されていたが実現せず、2000年の沢田のシングル『耒タルベキ素敵』c/wとして発表された。同年の沢田のアルバム『耒タルベキ素敵』に収録されている『ブルーバード　ブルーバード』、『この空を見てたら』、『海に還るべき・だろう』にも森本と岸部が参加している。
同ユニットでのコンサートは実現していないが、作曲者の森本率いる「森本太郎とスーパー・スター」のLIVEでは「君を真実に愛せなくては他の何も続けられない」がしばしば披露されている。

### メンバー
- 沢田研二（さわだ けんじ、1948年6月25日 - ）、ボーカル、タンバリン
- 岸部一徳（きしべ いっとく、1947年1月9日 - ）、ベース、コーラス
- 森本太郎（もりもと たろう、1946年11月18日 - ）ギター、コーラス